# Попово-Пулноць
Попово-Пулноць (пол. Popowo-Północ) — село в Польщі, у гміні Насельськ Новодворського повіту Мазовецького воєводства.
Населення — 94 особи (2011).
У 1975-1998 роках село належало до Цехановського воєводства.

## Демографія
Демографічна структура станом на 31 березня 2011 року:
|          | Загалом | Допрацездатний вік | Працездатний вік | Постпрацездатний вік |
| -------- | ------- | ------------------ | ---------------- | -------------------- |
| Чоловіки | 49      | 11                 | 33               | 5                    |
| Жінки    | 45      | 10                 | 24               | 11                   |
| Разом    | 94      | 21                 | 57               | 16                   |